# Романо Каццаніга
Романо Каццаніга (італ. Romano Cazzaniga, нар. 17 лютого 1943, Рончелло) — італійський футболіст, що грав на позиції воротаря за низку італійських клубних команд. Чемпіон Італії у складі «Торіно». 
По завершенні ігрової кар'єри — тренер.

## Ігрова кар'єра
Народився 17 лютого 1943 року в Рончелло. Вихованець футбольної школи клубу «Про Патрія». У дорослому футболі дебютував 1965 року виступами на правах оренди за нижчоліговий «Поджбонсі», в якому провів один сезон, після чого повернувся до «Про Патрія». Невдовзі став основним голкіпером команди з містечка Бусто-Арсіціо і провів у її складі наступні три сезони на рівні Серії C.
Був помічений представниками друголігової «Монци» і 1969 року дебютував на рівні Серії B, провівши чотири сезони як основний воротар команди з Монци. Згодом в аналогічному статусі провів по сезону за інші друголігові «Реджину» та «Таранто».
1975 року новопризначений тренер «Торіно» Луїджі Радіче, який мав досвід роботи з Каццаніга в «Монці», запросив його до своєї нової команди як дублера основного воротаря Лучано Кастелліні. Ушкодження останнього дозволили Каццанізі провести три гри у переможному для туринців сезоні 1975/76, отримавши титул чемпіона Італії. Загалом за три роки в «Торіно» взяв участь у 7 іграх італійської першості, в яких пропустив лише один гол, після чого завершив ігрову кар'єру.

## Кар'єра тренера
Розпочав тренерську кар'єру невдовзі по завершенні кар'єри гравця, повернувшись 1980 року до «Торіно», де став асистентом головного тренера, на той час того ж Луїджі Радіче. Наступного року після звільнення Ерколе Рабітті деякий час був головним тренером туринців, а після призначення на цю посаду Массімо Джакоміні був його асистентом.
1983 року повернувся до співпраці із Радіче, ставши помічником останнього в «Інтернаціонале». Протягом 1980-х і 1990-х продовжував бути асистентом Радіче, який за цей період встиг попрацювати на чолі «Роми», «Болоньї», «Фіорентини», «Кальярі», «Дженоа» ти «Монци».
У 2001 і 2002 роках Каццаніга вже був головним тренером «Монци», згодом працював з декількома нижчоліговими командами.

## Титули і досягнення
- Чемпіон Італії (1):

«Торіно»: 1975-1976